# Julius Schreck
Julius Schreck (13. července 1898, Mnichov – 16. května 1936, Mnichov) byl zakládající člen NSDAP a také první velitel Schutzstaffel (SS).

## Životopis
Julius Schreck sloužil v první světové válce a byl členem Freikorps von Epp. Do nacistické strany vstoupil v roce 1920, ve stejnou dobu jako Adolf Hitler, a vyvinulo se mezi nimi hluboké přátelství.
V roce 1921 byl Schreck jedním ze zakladatelů Sturmabteilungu (SA) a Stabswache, předchůdce SA s cílem chránit vedení NSDAP při veřejných akcích. V roce 1923 se Schreck účastnil Pivnicového puče a byl uvězněn v Landsbergu současně s Hitlerem, Hessem a ostatními nacistickými vůdci.
Když byla v roce 1925 NSDAP znovu založena, stal se Schreck historicky prvním vrchním velitelem (Reichsführerem) SS. (ačkoli Schreck se tak nikdy nenazýval).
V roce 1926 pracoval Schreck jako Hitlerův privátní šofér. V roce 1929 byl velitelem SS jmenován Heinrich Himmler. Schreck se stal Standartenführerem, ale nezasahoval do dění jako dřív. Po dalších šest let byl Hitlerovým osobním řidičem. Díky své podobě s Hitlerem (měl podobně stižený knír) byl často využíván jako jeho dublér.[zdroj?]
V roce 1936 onemocněl Julius Schreck meningitidou a 16. května zemřel. Hitler mu vystrojil velký státní pohřeb, při němž Hitler Schrecka chvalořečil. Jeho nástupcem postu Hitlerova šoféra se stal Erich Kempka.

## Vyznamenání
- Železný kříž, II. třída
- Bavorský vojenský záslužný řád
- Kříž cti
- Čestný prýmek starého bojovníka
- Koburský odznak[1] (14. 10. 1932)
- Řád krve (s číslem 349) (9. 11. 1933)
- Zlatý stranický odznak
- SS-Ehrenring